# 克莱蒙费朗站
克莱蒙费朗站是法国的一个铁路车站，位于法国中部城市克莱蒙费朗。

## 位置
克莱蒙费朗站位于克莱蒙费朗市区的东部。车站大致呈东北-西南走向，正门开口朝西北，东南方向亦有出入口，可通过地下通道前往。

## 车站历史

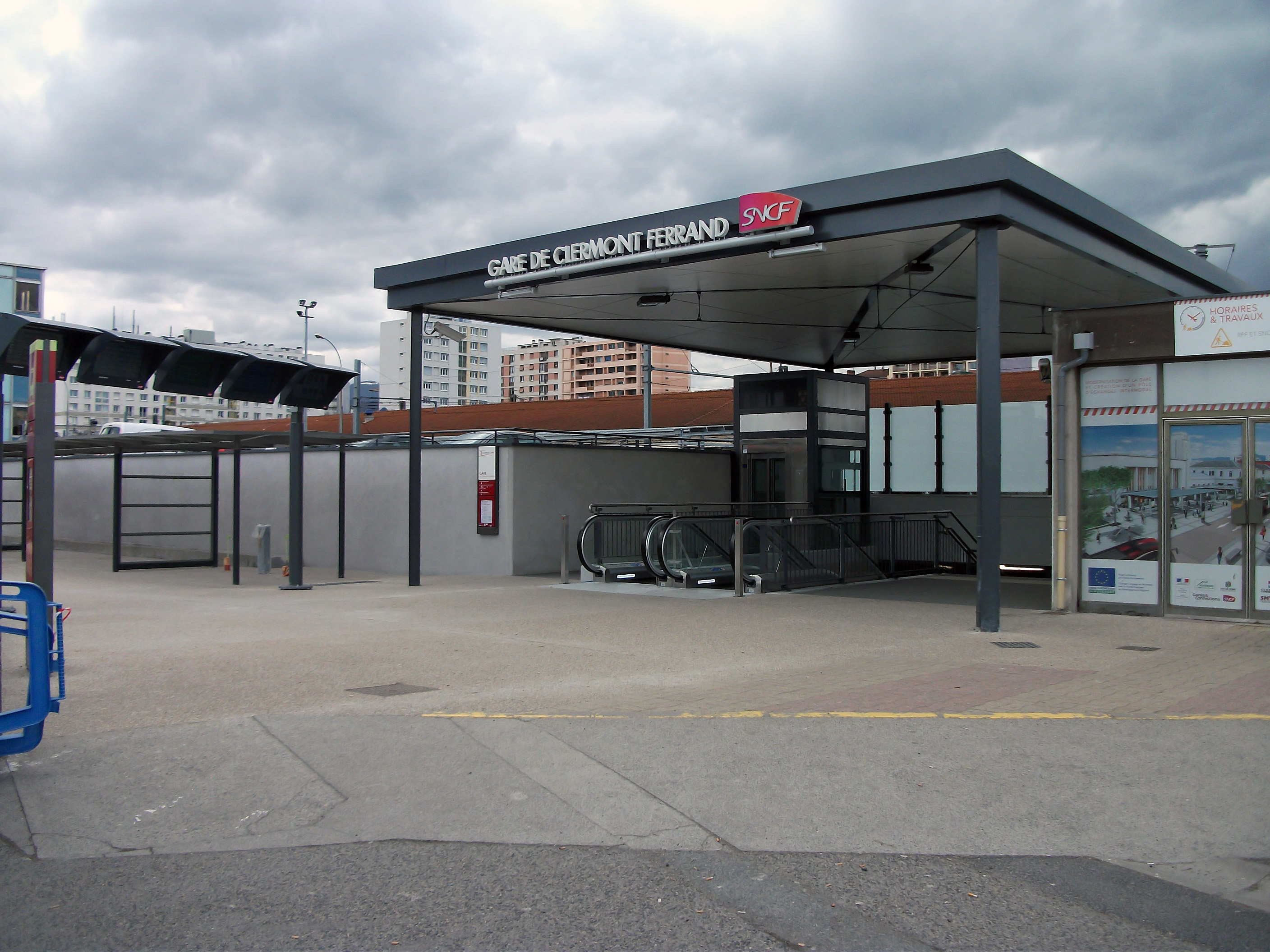
克莱蒙费朗站的南出口（2015年）

克莱蒙费朗站最初建于1855年，后经历了多次改造。现有的车站建筑于2016年1月改造完成。
克莱蒙费朗历史上曾为法国重要的铁路交通枢纽之一，但随着交通工具的多样化发展及中央高原地区不断的人口外流，很多铁路因客流不足和设施老化而被迫停运。2007年，原有的巴黎—贝济耶城际列车被截成了巴黎—克莱蒙费朗和克莱蒙费朗—贝济耶两段；2014年，随着于塞勒—拉格伊铁路的关闭，"波尔多—克莱蒙费朗"以及"利摩日/布里夫拉盖亚尔德—克莱蒙费朗"的TER线路均被迫停运。而由于客流不足，克莱蒙费朗站前往圣艾蒂安、尼姆、贝济耶等多个方向的铁路都有被关闭的可能。
此外，巴黎—克莱蒙费朗列车的起点站问题也是当地的一个时政热点。巴黎—克莱蒙费朗段的铁路于1990年完成了电气化，并于2003年起开行了往返两地的"珊瑚城际列车"（Téoz）（2012年起更名为"INTERCITÉS"）。这条线路最初由巴黎里昂站始发，但由于2011年法国高速铁路莱茵河-罗讷河线的通车，巴黎里昂站的站台变得非常紧张，为缓解压力，SNCF决定将包括"巴黎—克莱蒙费朗"线路在内的绝大部分普通列车改至相邻的巴黎贝尔西站始发。此举造成了时任克莱蒙费朗市长赛尔日·戈达尔的强烈抗议，因为巴黎贝尔西站是一个设施非常简陋的铁路车站，而且连接该站的轨道交通只有巴黎地铁6号线和14号线，将该站作为前往克莱蒙费朗列车的始发站，不仅会影响到克莱蒙费朗人的出行，同时也会对克莱蒙费朗的城市形象造成负面影响。但由于巴黎里昂站的不堪重负，以及赛尔日·戈达尔2014年的卸任，此事最终不了了之。

## 本站可直达城市

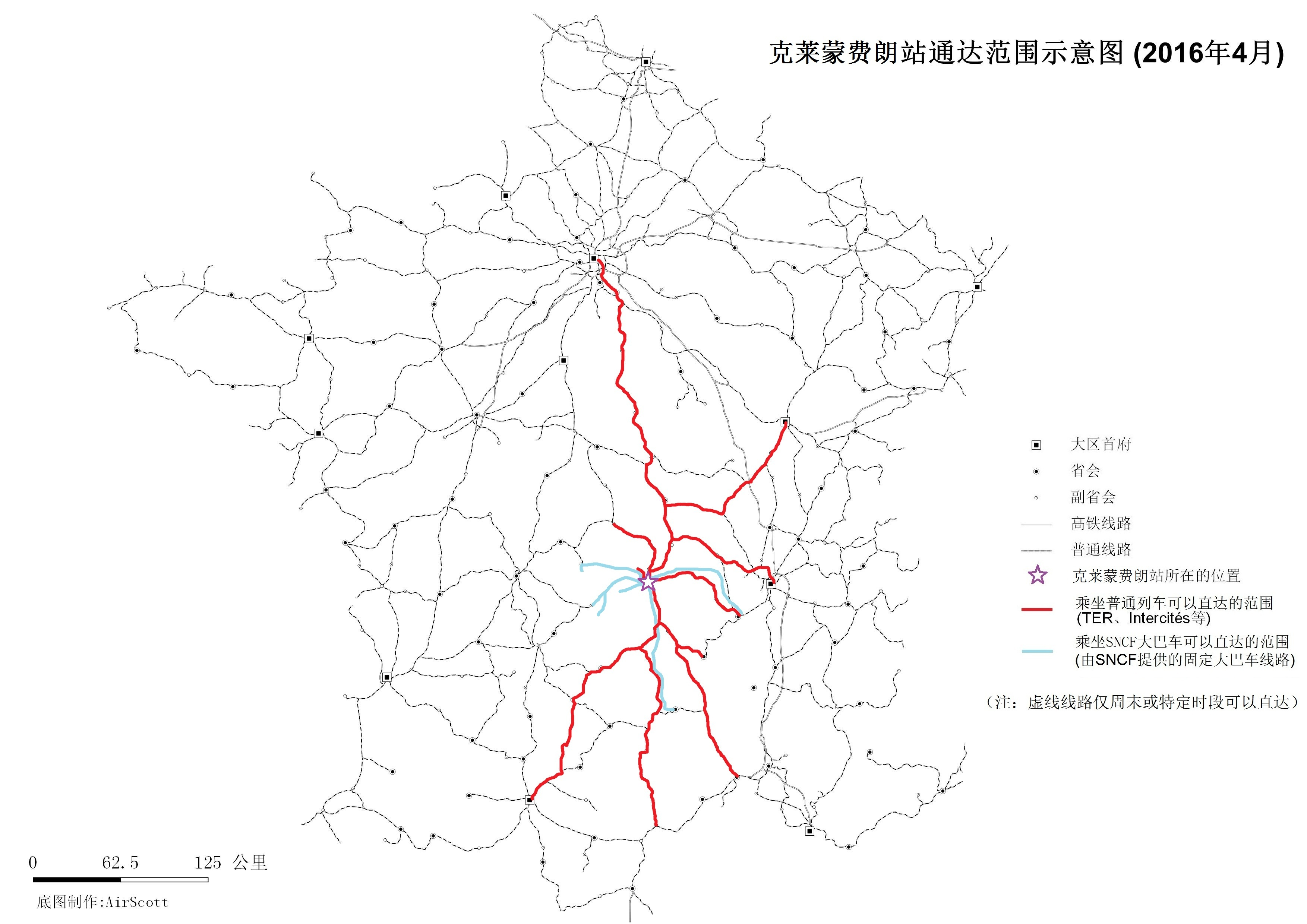
克莱蒙费朗站通达范围示意图（2016年4月）

为方便阅读，可到达的城市按照城市法语名的首字母顺序排序，粗体字为省会城市，斜体字为法国以外的城市，划线的城市仅周末或特定时段才能直达。中文名称非官方正式翻译，仅供参考。
| 克莱蒙费朗站出发可直达的城市 | |
| - 为方便阅读，可到达的城市按照城市法语名的首字母顺序排序。 - 粗体字为法国省会城市，斜体字的城市仅周末或特定时段才能直达。 - 中文名称非官方正式翻译，仅供参考。 | |
| 目的地所在大区 | 可以直达的目的地 |
| 法兰西岛 | 巴黎 |
| 奥弗涅-罗讷-阿尔卑斯 | 埃格佩尔斯、阿雷拉斯、欧纳、欧里亚克、塞雷河畔巴尼亚克、贝勒纳武、阿列河畔贝塞、布拉萨克雷明、布里乌德、瑟吕勒、沙马利耶尔、科芒特里、库尔农多弗涅、杜尔托勒、喀纳、热勒、热尔扎、伊苏瓦尔、勒布斯凯多尔布、朗雅克、拉佩鲁斯、拉维斯耶尔、库兹河畔勒布勒伊、勒桑德尔、勒皮、勒鲁热、雷马尔特德维尔、勒祖、卢鲁德布布尔、吕克、里昂、马西亚克、默尔、莫尼斯托勒达列、蒙吕松、穆兰、姆拉、讷萨格-穆瓦萨克、帕朗、波拉盖、佩沙杜瓦尔、沙托桥、蓬吉博、里永、罗阿讷、圣本内德罗什福尔、圣谢利达普谢尔、圣乔治-多拉克、圣乔治德吕藏松、圣日耳曼沟、圣皮耶尔勒穆提耶、塔拉尔、蒂耶尔、图尔讷米尔、阿列河畔瓦勒讷、韦尔纳萨勒、韦尔泰宗、维克勒孔特、塞尔河畔维克、维希、维萨克-欧泰拉克、沃尔维克 |
| 勃艮第-弗朗什-孔泰 | 博讷、迪关、第戎、蒙梭雷明、蒙沙南、讷韦尔、帕莱勒蒙尼亚勒 |
| 奥克西塔尼 | 阿莱斯、欧蒙-欧布拉克、巴纳萨克、贝达里约、贝济耶、康帕尼亚克、卡普德纳克、尚博里戈、菲雅克、加亚克、热诺拉克、拉巴斯蒂德皮伊洛朗、拉格朗孔布、拉盖皮、塔恩河畔利勒、朗戈尼、马加拉、马尔弗约勒、米约、纳雅克、尼姆、罗克勒东德、圣博内德蒙托鲁、圣热涅斯德马勒瓜累斯、塞尔农河畔圣罗姆、塔恩河畔圣苏佩斯、塞维拉克勒沙托、萨勒-库尔巴蒂耶斯、图卢兹、瓦朗、维勒弗尔、鲁埃格自由城、旺德拉克-阿莱拉克 |

## 停靠线路
以下列车线路在克莱蒙费朗站停靠：
| 克莱蒙费朗站列车线路表                   |              |                     |                            |                 |
| 线路                                     | 车种         | 上一站              | 下一站                     | 大致运行频率    |
| 巴黎—克莱蒙费朗                          | INTERCITÉS   | 里永                | （终点）                   | 每天6趟左右     |
| 克莱蒙费朗→巴黎                          | INTERCITÉS   | （起点）            | 巴黎贝尔西                 | 每天1趟（单向） |
| 克莱蒙费朗—贝济耶                        | INTERCITÉS   | （起点）            | 伊苏瓦尔                   | 每天1趟         |
| 克莱蒙费朗—尼姆                          | INTERCITÉS   | （起点）            | 伊苏瓦尔                   | 每天1~2趟       |
| 讷韦尔/穆兰—克莱蒙费朗                   | 法国大区列车 | 热尔扎              | （终点）                   | 每天7趟左右     |
| 第戎/蒙沙南—克莱蒙费朗                   | 法国大区列车 | 热尔扎              | （终点）                   | 每天1趟         |
| 里昂佩拉什/帕丢—克莱蒙费朗               | 法国大区列车 | 里永                | （终点）                   | 每天7趟左右     |
| 克莱蒙费朗→里昂                          | 法国大区列车 | （起点）            | 里昂帕丢                   | 每天1趟（单程） |
| 蒙吕松—克莱蒙费朗                        | 法国大区列车 | 里永/热尔扎         | （终点）                   | 每天6趟左右     |
| 喀纳/穆兰—克莱蒙费朗—维克勒孔特/布里武德 | 法国大区列车 | 热尔扎/（起点）     | （终点）/克莱蒙拉帕丢      | 每天11趟左右    |
| 沃尔维克—克莱蒙费朗—蒂耶尔               | 法国大区列车 | 克莱蒙园亭/（起点） | （终点）/欧勒纳-克莱蒙机场 | 每天10趟左右    |
| 克莱蒙费朗—勒皮                          | 法国大区列车 | （起点）            | 克莱蒙拉帕丢               | 每天6趟左右     |
| 克莱蒙费朗—欧里亚克                      | 法国大区列车 | （起点）            | 克莱蒙拉帕丢               | 每天7趟左右     |
| 克莱蒙费朗—图卢兹                        | 法国大区列车 | （起点）            | 克莱蒙拉帕丢               | 每天1趟         |
| 克莱蒙费朗—尼姆                          | 法国大区列车 | （起点）            | 克莱蒙拉帕丢               | 每天1趟         |
| 1. 2.                                    |              |                     |                            |                 |

## 配套交通

### 长途客车
克莱蒙费朗站对应的大巴车上下车地点位于后门的长途客运中心内，该车站于2016年1月正式投入运营。站内的乘客可通过地下通道前往。
| 停靠克莱蒙费朗站附近的大巴车 |                                   | |
| 上下车地点                   | 运营单位                          | 主要目的地 |
| 克莱蒙费朗汽车站             | Eurolines Flixbus Isilines Ouibus | （法国及欧洲各地） |
| 克莱蒙费朗站南侧             | 多姆山省城际客运 Transdôme        | 多姆山省境内主要市镇（页面存档备份，存于） |
| 克莱蒙费朗站南侧             | SNCF Car TER                      | - Car TER Limousin - 17线：新城 (克勒兹省)、欧布松、费勒坦 - Car TER Auvergne-Rhône-Alpes - 11线：蒂耶尔、博厄恩、蒙布里松、圣艾蒂安 - 68线：拉克耶、博尔莱索格、莫里亚克 - 81线：圣弗卢尔、马尔弗约勒、芒德 - 82线：韦尔泰宗、佩沙杜瓦尔（多尔河桥） - 83线：多尔山、拉布尔布勒、拉克耶、拉斯蒂克堡、于塞勒 - 85线：沃尔维克、莱桑西兹-孔普斯 - 当某条铁路线施工或罢工时，SNCF可能也会提供途径该线路沿途站点的大巴车 |
| 1. 2. 3. 4. 5.               |                                   | |

### 市内交通
| 克莱蒙费朗站附近的市内公共交通线路 |                          | |
| 公交车站名称                       | 位置                     | 停靠线路 |
| Gare SNCF 火车站                   | 克莱蒙费朗站正门（北侧） | - B线：克莱蒙费朗-米其林体育场 ↔ 罗亚-阿拉尔广场 - 3路：克莱蒙费朗-伊连讷 / 克莱蒙费朗-葡萄藤 ↔ 奥比埃-拉马克勒广场 / 罗马尼亚-热尔戈维亚 - 4路：克莱蒙费朗-特雷蒙泰沙尔科 ↔ 博蒙-布瓦塞汝尔桥 / 塞拉-普拉多 - 8路：克莱蒙费朗-瓦列尔 / 克莱蒙费朗-文化宫 ↔ 博蒙-军火广场 - 35路：朗普德-勒蓬特勒 → 克莱蒙费朗-德里勒·蒙洛谢尔 - 36路：沙托桥-里昂公路 → 克莱蒙费朗-德里勒·蒙洛谢尔 |
| Parc SNCF 火车站公园               | 克莱蒙费朗站后门（南侧） | - 10路：杜尔托勒-杜尔托勒中心 ↔ 欧纳-圣埃克絮佩里 - 35路：克莱蒙费朗-德里勒·蒙洛谢尔 → 朗普德-勒蓬特勒 - 36路：克莱蒙费朗-德里勒·蒙洛谢尔 → 沙托桥-里昂公路 |
| 1. 2.                              |                          | |

### 社会车辆
克莱蒙费朗站正门设有出租车服务，后门（南侧）则设有大型社会车辆停车场。

## 临近车站
| 克莱蒙费朗站（Gare de Clermond-Ferrand） |                          |                |
| 上行车站                                 | 线路                     | 下行车站       |
| 热尔扎站                                 | 圣日耳曼沟－尼姆铁路     | 克莱蒙拉帕丢站 |
| 克莱蒙园亭站                             | 埃古朗德－克莱蒙费朗铁路 | （终点）       |
| （起点）                                 | 克莱蒙费朗－圣艾蒂安铁路 | 欧勒纳站       |
| - 本表仅显示运营中的线路及车站           |                          |                |